# Jan Adriaensens
Cesar Jan Adriaenssens (* Willebroek, 6 de junio de 1932). Fue un ciclista belga, profesional entre 1952 y 1961, cuyos mayores éxitos deportivos los obtuvo en el Tour de Francia, prueba en la que aunque no obtuvo ninguna victoria de etapa, logró finalizar en dos ocasiones en el tercer puesto de la clasificación general y llevar el maillot amarillo durante 7 jornadas, y en la Vuelta a España de 1957 donde lograría 1 victoria de etapa

## Palmarés
| 1951 - 1 etapa de la Vuelta a Bélgica amateur 1955 - Vuelta a Marruecos 1956 - Cuatro días de Dunkerque, más 2 etapas - 3.º en el Tour de Francia 1957 - 1 etapa en la Vuelta a España - 1 etapa en la París-Niza | 1958 - Tour de Tessin 1959 - 2.º en el Campeonato de Bélgica de ciclismo en ruta 1960 - 3.º en el Tour de Francia 1961 - Flèche Hesbignonne |

## Resultados en las grandes vueltas
| Carrera         | 1952 | 1953 | 1954 | 1955 | 1956 | 1957 | 1958 | 1959 | 1960 | 1961 |
| --------------- | ---- | ---- | ---- | ---- | ---- | ---- | ---- | ---- | ---- | ---- |
| Giro de Italia  | -    | -    | -    | -    | -    | -    | 11.º | -    | 12.º | -    |
| Tour de Francia | -    | 45.º | -    | 28.º | 3º   | 9.º  | 4º   | 6º   | 3º   | 10º  |
| Vuelta a España | X    | X    | X    | -    | -    | 7º   | -    | Ab.  | -    | -    |
| Mundial en Ruta | -    | -    | -    | -    | 18.º | -    | 21.º | -    | 28.º | -    |